# 곤촌포
곤촌포는 전라남도 신안군 흑산면 곤촌리 인근에 있는 해역이다.

## 해양지명
- 제정 해양지명 : 곤촌포[1]
- 대표위치(WGS-84) : 34°39´50.0"N, 125°23´42.8"E
- 범위 : 전남 신안군 흑산면 곤촌리 34°40‘08.8”N, 125°23‘44.2”E과 34°39‘37.4”N, 125°23‘16.6”E를 연결한 해역